# ГЭС Лайтяу
ГЭС Лайтяу (вьет. Thủy điện Lai Châu) — электростанция плотинного типа, с гравитационной плотиной из укатанного бетона на реке Да, расположенная в провинции Лайтяу, Вьетнам. Владелец ГЭС — энергетическая компания Vietnam Electricity.
Гидроузел был спроектирован российским институтом «Гидропроект» в сотрудничестве с вьетнамской компанией «Power Construction No.1». Расселение жителей и подготовка площадки закончились к сентябрю 2010 года, строительство началось 5 января 2011 года. Ожидалось, что первая турбина начнёт работать в 2016 году, а вся ГЭС полностью — в 2017, однако ГЭС была введена в эксплуатацию в 2016 году, на год раньше запланированного.
ГЭС имеет три турбины Френсиса по 400 МВт каждая. Турбины произведены компанией Alstom на заводе в Тяньцзине (КНР). Обладая суммарной мощностью в 1200 МВт, ГЭС Лайтяу занимает третье место по мощности во Вьетнаме и третье на реке Да. Стоимость строительства составила 35,700 миллиардов вьетнамских донгов.